# Palazzo De Torres-Lancellotti

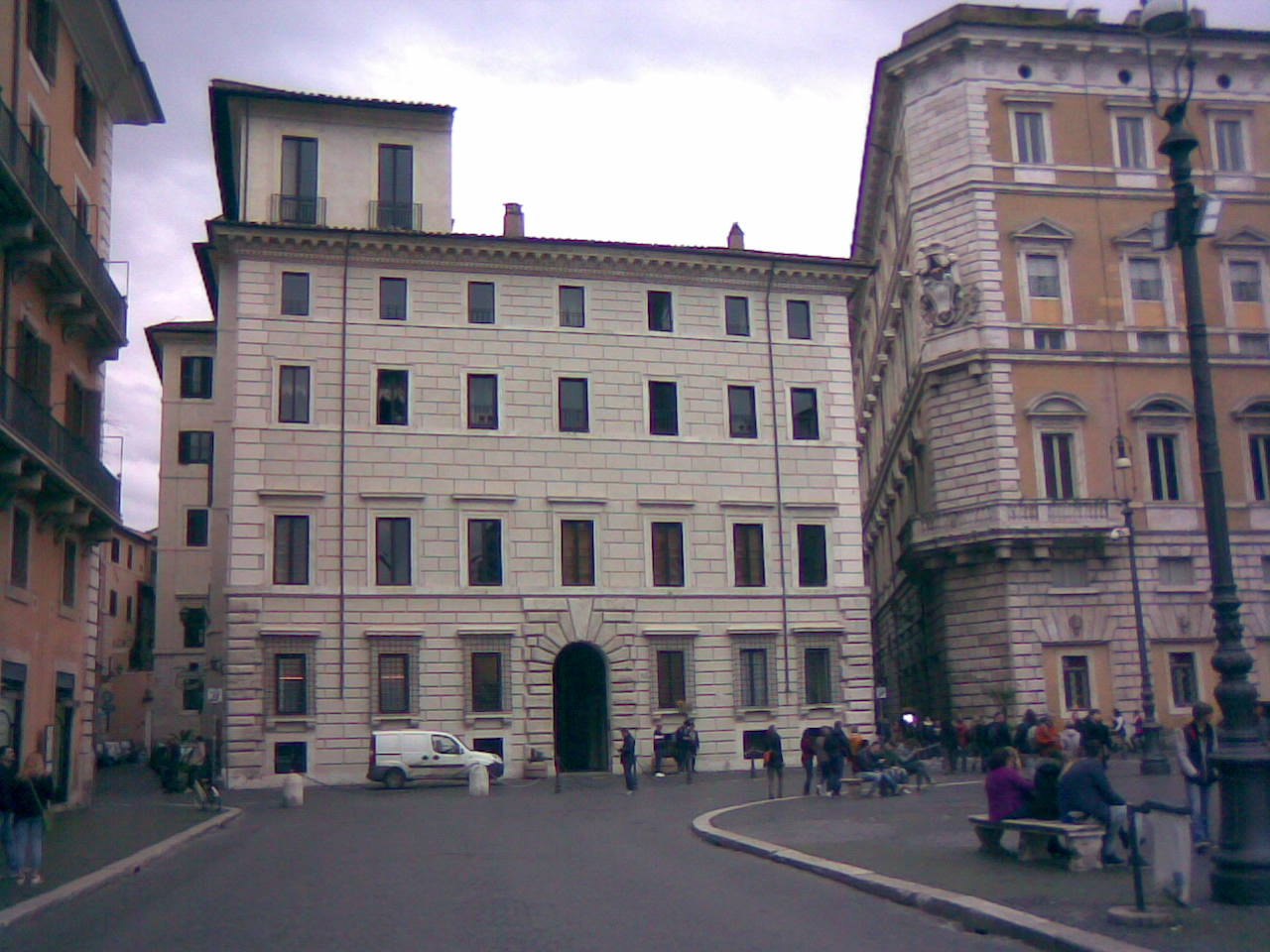
Fachada do palácio de frente para a Piazza Navona.

Palazzo De Torres-Lancellotti, conhecido também como Palazzo De Torres e Palazzo Massimo-Lancellotti, é um palácio localizado no lado sul da Piazza Navona, no rione Parione de Roma. Suas outras fachadas estão de frente para a Via della Cuccagna, ao lado do Palazzo Braschi, na Via della Posta Vecchia, no Vicolo della Cuccagna e na Piazza de' Massimo.

## Família De Torres
Os De Torres foram uma família nobre originária de Málaga, na Espanha, com raízes antigas. 

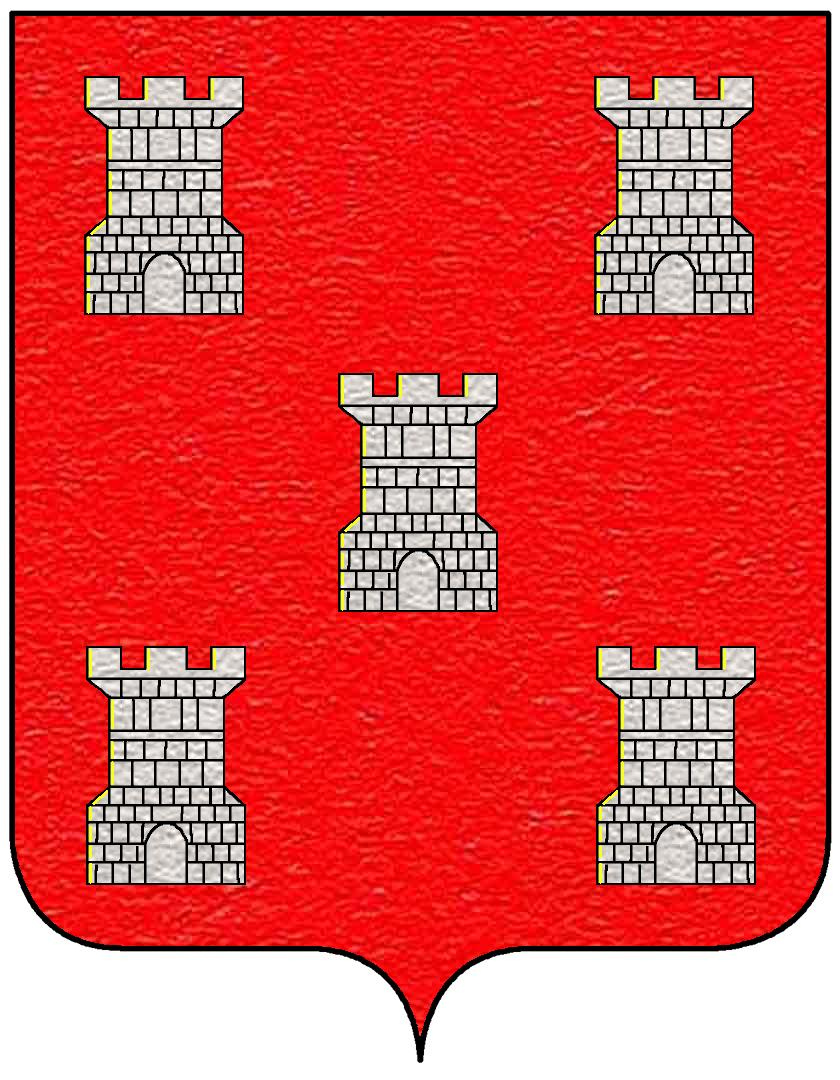
Brasão da família Torres.

O construtor do edifício foi o protonotário apostólico Luís (Ludovico I) de Torres (Málaga, 1495 – Roma, 13 de agosto de 1553). Em 1513, ele mudou-se de Málaga para a Itália juntamente com o imperador Carlos V do Sacro Império Romano-Germânico e encomendou a construção. Em 19 de dezembro de 1548, ele foi eleito arcebispo de Salerno e deixou o palácio para seus sobrinhos Fernando e Luís Fernando. Ao falecer, ele foi sepultado na igreja de Santa Caterina della Rosa e mais tarde seu corpo foi levado para Málaga. No salão de baile ainda se pode admirar uma porta afrescada com um grupo de pessoas viajando no lombo de burros. Acredita-se que esta seria a porta da frente do apartamento no qual o primeiro Luís viveu durante as obras de construção, o piso nobre de um edifício anterior que tinha uma torre contígua, chamada "della vedova" ("da viúva"), possivelmente do século IV e que servia como casa dos guardas das obras romanas vizinhas, o Odeão e o Estádio de Domiciano. Por conta disto, o afresco pode ser datado em 1548. Luís Fernando de Torres (Ludovico II) tornou-se príncipe dos Sanguini por matrimônio e se mudou para a o palácio deles.
A família, que gozava das graças de Carlos V, conseguiu, nos anos seguintes (1575), o marquesado de Pizzoli, no condado de L'Aquila estabelecendo lá sua residência definitiva no mesmo palácio romano, graças à influência de vários altos membros do clero católico, entre eles os cardeais Ludovico II e Cosimo.
O palácio passou por herança para a família Lancellotti no século XVII, que foram sucedidos pelos Massimo-Lancellotti no século XIX, os atuais proprietários. O principal palácio da família é o Palazzo Lancellotti, na Via dei Coronari.

## Palácio

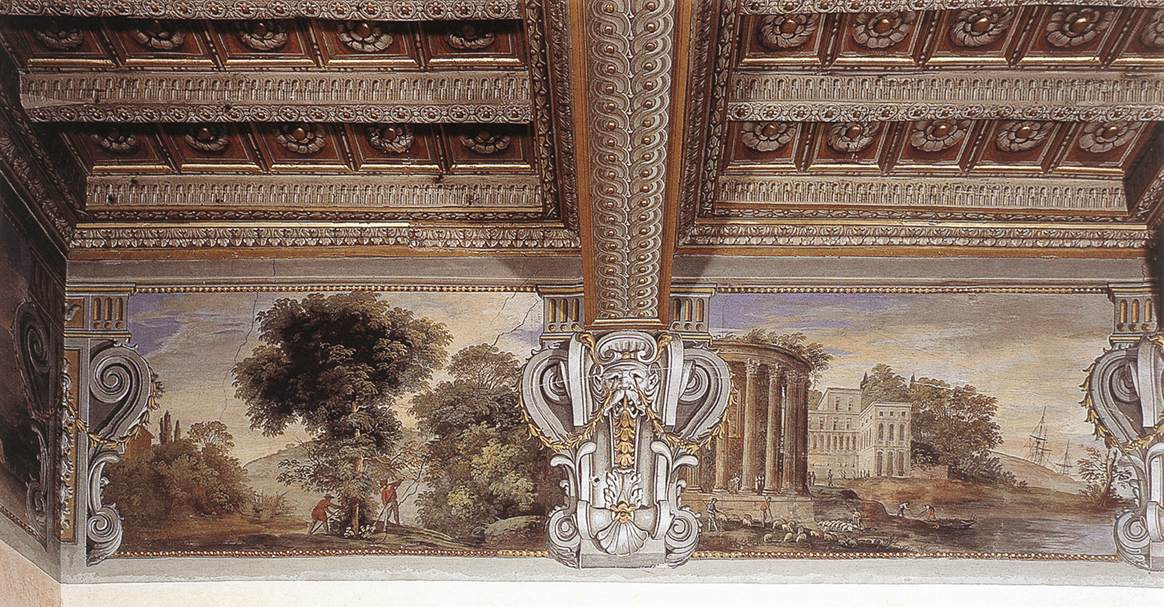
Detalhe da decoração interna atribuído a Agostino Tassi.

A construção do palácio teve início nas primeiras décadas do século XVI, mas passou inúmeros problemas e só foi terminada com a chegada do arquiteto napolitano Pirro Ligorio. Ele foi construído com base em algumas técnicas de estilo andaluz e mourisco — exemplos ainda existem na cidade de Málaga — que determinam a construção de uma "torre coletora de ventos" ou "torre de ventos" que permitem que, através de um sistema de túneis e canaletas, permitem que, no verão, se crie uma corrente de ar nos dois pátios descendente no verão e ascendente no inverno. No lado sul do palácio, num local conhecido no passado como uma área in pede Agonis, edifícios foram incorporados, entre os quais a casa de uma família chamada Muti, na qual viveu, no piso nobre, o Luís de Torres (Ludovico I) durante as obras. No interior, uma inscrição na porta deste piso testemunha a conclusão das obras em 1553.
Ao contrário dos demais palácios da Piazza Navona, que tinham suas fachadas principais de frente para ela, o Palazzo De Torres originalmente tinha sua fachada principal na Via della Cuccagna. De arquitetura tardo-renascentista, o edifício tem uma planta irregular disposta à volta de dois pátios internos e uma fachada disposta em quatro pisos com janelas emolduradas e encimada por um beiral. Na fachada na Piazza Navona está um portal arqueado de silhares radiais, um motivo decorativo repetido nas esquinas. No piso nobre se abrem janelas emolduradas e nos dois outros pisos estão cornijas mais simples. Coroa o edifício um beiral ornado com cabeças de leão, rosas e torres, emblemas da família Torres.

## Decoração

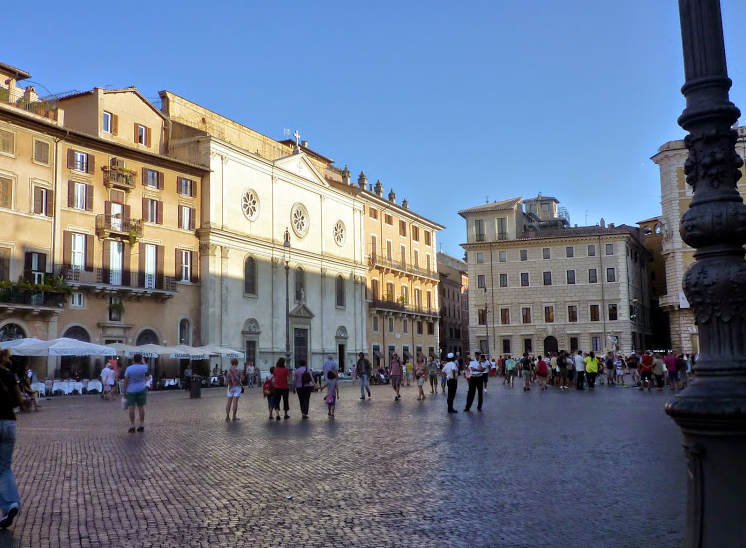
Vista do palácio à partir da Piazza Navona. À esquerda, a igreja de Nostra Signora del Sacro Cuore, antiga San Giacomo degli Spagnoli.

No piso nobre ainda se conservam importantes afrescos, iniciados já na primeira fase da construção e levadas adiante pelos sucessores do arcebispo. A família teve um papel importante em Roma durante a Contrarreforma, o que se revela no estilo antagônico do próprio edifício e do seu interior.
A decoração é composta por refinados frisos e abóbadas grotescas com temas clássicos ou bíblicos. A data inscrita numa faixa pintada num friso afrescado na sala nordeste do piso nobre na esquina da Piazza Navona) é 1625, o que permite inferir que a obra foi encomendada pelo príncipe Lancellotti para agradar sua mulher, que recebeu palácio como dote, ao pintor Agostino Tassi. A decoração do grande salão de baile, de pé-direito duplo, com cenas da Batalha de Lepanto (1571), foi encomendada pelo monsenhor Luís de Torres (Ludovico I) e é obra de pintores romanos de nome desconhecido. O teto, em refinados caixotões de madeira decorados com brasão da família, é do século XVI.